# Sicario – A bérgyilkos
A Sicario – A bérgyilkos (eredeti cím: Sicario) 2015-ben bemutatott amerikai bűnügyi filmdráma, melyet Denis Villeneuve rendezett és Taylor Sheridan írt. A főszerepet Emily Blunt, Benicio del Toro, Josh Brolin és Jon Bernthal alakítja.
Az Amerikai Egyesült Államokban 2015. szeptember 18-án mutatták be, Magyarországon egy hónappal később szinkronizálva, október 12-én a Freeman Film forgalmazásában.
A forgatásra 2014. június 30-án került sor Albuquerque-ban (Új-Mexikó).

## Történet
A "sicario" spanyol nyelven "bérgyilkos"-t jelent.
Az idealista Kate Macer (Emily Blunt) FBI-ügynököt beválasztják egy kormányzati harci csoportba azzal a céllal, hogy az Egyesült Államok és Mexikó között húzódó határon folyó drogháborúban felkutassanak egy ismeretlen drogbárót. Egy kérdéses múlttal rendelkező, rejtélyes konzulens által vezetve a csapat több titkosan megszervezett útra megy. Először csak egy kisebb drogbárót visznek vissza az Egyesült Államokba. A visszaút során a határátlépőnél kialakuló közlekedési dugóban fegyveresekkel tűzharcba keverednek. Kate-nek már itt megrendül a bizalma a társai törvénytisztelete iránt, mivel szerinte nem lett volna szabad ott lövöldözniük, ahol annyi civil tartózkodik. Ő maga nem is száll ki a gépkocsiból.
A kisebb drogbáró elhurcolása már aznap este hatalmi, fegyveres villongást okoz, ami az USA területén lévő épület tetejéről távcsővel is megfigyelhető. A csapat tulajdonképpeni célja éppen az, hogy a hatalmi hierarchiát megbolygassák, a drogcsempészetben részt vevők idegesek legyenek és hibázzanak, mivel közben könnyebben lecsaphatnak rájuk.
Kate és FBI-os társa számára az is világossá válik, hogy ők ketten csak a törvényesség látszatának fenntartása érdekében vannak a csapatban, mert egyébként a CIA nem tevékenykedhetne az USA határain belül. Társaik koloncnak tartják őket, ezért Kate ott is akarja hagyni őket, de meggondolja magát.
A csapat legrejtélyesebb tagja egy hallgatag latin-amerikai bérgyilkos, aki felváltva dolgozik hol ennek, hol annak az oldalnak. Később kiderül róla, hogy a legnagyobb drogbáró likvidálásában személyes okokból vesz részt, az ugyanis feleségét lefejeztette, lányát pedig savval teli hordóba fullasztotta. Ezt az utolsó akciót ő egyedül hajtja végre.
A bérgyilkos a sikeres visszatérés után felkeresi Kate-et az otthonában és a saját fegyverével arra kényszeríti, hogy írja alá azt a nyilatkozatot, ami szerint az akciók során minden törvényesen történt. Kate kénytelen aláírni a papírt, ha nem akar meghalni.

## Szereplők
| Szereplő                       | Színész               | Magyar hang         |
| ------------------------------ | --------------------- | ------------------- |
| Kate Macy, FBI-ügynök          | Emily Blunt           | Nagy-Németh Borbála |
| Alejandro, a bérgyilkos        | Benicio del Toro      | Sarádi Zsolt        |
| Matt, CIA-ügynök               | Josh Brolin           | Kőszegi Ákos        |
| Dave Jennings                  | Victor Garber         | Dunai Tamás         |
| Ted                            | Jon Bernthal          | Király Attila       |
| Reggie Wayne                   | Daniel Kaluuya        | Dányi Krisztián     |
| Steve Forsing                  | Jeffrey Donovan       | Kardos Róbert       |
| Silvio, mexikói korrupt rendőr | Maximiliano Hernández | TBA                 |
| Fausto Alarcon                 | Julio Cedillo         | Bognár Tamás        |
| Phil Coopers                   | Hank Rogerson         | Vári Attila         |
| Burnett                        | Kevin Wiggins         | Laklóth Aladár      |
| Keith                          | Boots Southerland     | Várday Zoltán       |
| Eligazító                      | TBA                   | Jantyik Csaba       |